# Cenizas y diamantes
Cenizas y diamantes (lit. Cinzas e diamantes) é uma telenovela mexicana produzida por Eugenio Cobo para a Televisa e exibida pelo Las Estrellas entre 4 de junho de 1990 e 18 de janeiro de 1991, substituindo Carrusel e sendo substituída por Alcanzar una estrella II. 
Inicialmente eram exibidos episódios de 20 minutos a partir das 18:30. Porém nas duas últimas semanas passou a ser exibida a partir das 18:00 com 40 minutos.
A trama foi protagonizada por Lola Merino e Ernesto Laguardia e antagonizada por Sergio Bustamante, Silvia Mariscal e Alejandra Procuna.

## Sinopse
Celeste é uma doce e formosa jovem que vive com seu pai Gabino, sua madrasta Andrea e as filhas desta, Cynthia e Bárbara. Andrea é uma mulher avarenta, interesseira e cheia de ódio da sua enteada. Busca desesperadamente que alguma de suas filhas, sobretudo a maior, se case com alguém rico. Seu pai a ama, mas é um homem de caráter frágil e totalmente manipulado por Andrea e suas filhas. Ela só tem consolo em seu avô Felipe, e em Sor Fátima, quem se converte praticamente em sua fada madrinha, ajudando-a em tudo. 
Julián é um jovem bom e de boa família que vive com seu pai Dámaso, proprietário de uma empresa de joias, com quem tem uma péssima relação. Ele também vive com seu irmão maior Néstor, quem é seu grande amigo, mas sua morte lhe provoca uma profunda depressão e uma culpa que será difícil desfazer-se.
Celeste e Julián se conhecem e se apaixonam. Ela sente que por fim entre tantas desgraças há encontrado o príncipe azul que sempre sonhou, e ele sente que encontrou uma esperança pra sua vida atormentada. Mas Dámaso não os deixará serem felizes e competirá pelo amor de Celeste com seu próprio filho. Andrea se aliará a Dámaso para destruir a Celeste.

## Elenco
- Ernesto Laguardia - Julián Gallardo
- Lola Merino - Celeste
- Sergio Bustamante - Dámaso Gallardo
- Guillermo Murray - Felipe
- Silvia Mariscal - Andrea
- Héctor Ortega - Gabino
- Marta Aura - Amparo del Bosque
- Irlanda Mora - Emma
- Elizabeth Dupeyrón - Sor Fátima
- Alejandra Procuna - Cynthia
- Elizabeth Ávila - Bárbara
- Germán Bernal - Pepe
- Raúl Magaña - Freddy
- Sergio Sánchez - Manuel
- Juan Antonio Aspe - Néstor Gallardo
- Evelyn Solares - Madre Superiora
- Eugenio Cobo - Tomás
- Ricardo de Pascual Jr.
- Graciela Bernardos
- Maru Dueñas
- Xavier Ximénez
- Julio Barquin
- Fernando Colunga
- Genoveva Pérez - Antonia
- Joaquín Garrido - Garnica
- Luis Tenorio Vega - Abogado
- Humberto Yáñez - Abulon
- Gustavo Aguilar - Manotas
- Gustavo Cuevas - Tractor
- Jorge Alberto Bolaños - Benjamín
- Luz Adriana - Refugio

## Prêmios e Indicações

### Prêmio TVyNovelas 1991
| Categoria                 | Nomeado(a)             | Resultado |
| ------------------------- | ---------------------- | --------- |
| Melhor vilão              | Sergio Bustamante      | Nomeado   |
| Melhor atriz jovem        | Lola Merino            | Nomeada   |
| Melhor ator jovem         | Ernesto Laguardia      | Nomeado   |
| Melhor revelação feminina | Alejandra Procuna      | Nomeada   |
| Melhor atuação infantil   | Ricardo de Pascual Jr. | Nomeado   |